# Toshiba 4S

Схематичний розріз проектного реактора Toshiba 4S

Toshiba 4S — міні-АЕС, міні атомний реактор.
Розроблено компанією Toshiba. Станція 4S (Super-Safe, Small and Secure) за заявами розробників повинна пропрацювати 30 років без перезавантаження палива. Реактор і весь комплекс АЕС не потребує постійного обслуговування — необхідний лише періодичний контроль.
Потужність 10 МВт. Паливо — металічний сплав урану, плутонію і цирконію. Габарити 22×16×11 м.
У СРСР існував проект-аналог — реактора «Елена».